# Oriol Giralt Gili
Oriol Giralt Gili és un advocat català especialista en dret esportiu conegut per encapçalar una moció de censura (juntament amb el soci Cristian Castellví) l'any 2008 contra la junta del FC Barcelona presidida per Joan Laporta.
En aquesta moció de censura va presentar un total de 9.473 signatures sobre les 5.882 necessàries de les quals se'n van validar un 97%. D'aquesta manera, el 6 de juliol de 2008 es va celebrar la votació sobre la continuïtat de la directiva de Laporta. Tot i que el vot contrari a la seva gestió va ser majoritari, la moció no va assolir el 66% necessari per a ser aprovada, quedant-se en un 60,6% dels vots. El suport a la presidència de Laporta es va situar en el 37,75%. La jornada va registrar una participació de vora 40.000 socis. Laporta va reconèixer el resultat com un toc d’atenció per part de l’afició, però va anunciar que ell i la seva junta directiva continuarien al capdavant del club fins al final del mandat, previst per a l’any 2010.
Ha estat durant molts anys militant de CDC i actualment és regidor (inicialment de Junts per Catalunya, posteriorment com a "no adscrit") a Sant Andreu de Llavaneres.